# Vlekpoot
De vlekpoot (Callicorixa praeusta) is een wants uit de familie van de Corixidae (Duikerwantsen). De soort werd het eerst wetenschappelijk beschreven door Franz Xaver Fieber in 1848.

## Uiterlijk
De tamelijk ovale duikerwants is altijd langvleugelig en kan 7 tot 8 mm lang worden. De voorvleugels zijn zwartbruin met een regelmatige, gele tekening. Nauwelijks onderbroken dwarslijnen op de clavus maar aan de binnenkant golvend en onderbroken voor een onregelmatige zwarte streep. Het doorzichtige deel van de vleugels heeft lichte zigzagvlekken. Er loopt een gele lijn tussen het verharde en het vliezige, doorzichtige deel van de voorvleugels. Het halsschild is ook zwartbruin met acht of negen gele dwarslijntjes. Het halsschild is twee keer zo breed als dat het lang is. Het gebied tussen de ogen, de buik en de poten zijn geel gekleurd. Op de achtertarsi bevindt zich een donkere vlek, vandaar de Nederlandse naam van de wants.

## Leefwijze
De soort overwintert als imago en er is een enkele en een gedeeltelijk tweede generatie per jaar. Het is een alleseter die vooral leeft op zandgronden in stilstaande wateren.
Het zijn goede zwemmers en goede vliegers. Vooral in het voorjaar en herfst is er veel vliegactiviteit.

## Leefgebied
De soort is in Nederland zeer algemeen en komt vooral voor in noordelijk Europa en Azië.